# Februari 2025
Dit artikel geeft een chronologisch overzicht van de belangrijkste gebeurtenissen per dag in de maand februari van het jaar 2025.

## Gebeurtenissen

### 1 februari
- Een paramilitaire groep pleegt een aanslag op een open markt in Soedan. Er vallen 54 doden en minstens 158 gewonden.[1]
- President Trump heeft importtarieven voor importen uit Canada, Mexico en China ingesteld. Deze landen hebben aangekondigd tegenmaatregelen te zullen treffen.[2][3]

### 3 februari
- In België legt de regering-De Wever de eed af. De zogenaamde Arizona-coalitie bestaat uit N-VA, Vooruit en CD&V aan Vlaamse kant en MR en Les Engagés aan Franstalige kant.
- Er is een begin gemaakt met het ontmantelen van de Amerikaanse federale instelling voor ontwikkelingshulp, het United States Agency for International Development (USAID), door het Department of Government Efficiency (DOGE), onder leiding van Elon Musk en Donald Trump; hierbij is zeer vertrouwelijke informatie van USAID overgenomen door DOGE.[4]

### 4 februari
- Bij een schietpartij in Örebro (Zweden) komen minstens elf mensen om, onder wie de dader.[5][6]
- Google heeft regels, betreffende het niet ontwikkelen van wapens of internationaal niet-geaccepteerde bespieding met AI, geschrapt.[7]

### 5 februari
- President Trump wil Gaza innemen, alle Palestijnen wegsturen, en er een "Rivièra van het Midden-Oosten" van maken.[8][9]
- In de Congolese stad Goma zijn meer dan honderd vrouwen verkracht en levend verbrand.[10]

### 6 februari
- Australië heeft wetten ingevoerd die celstraffen opleggen voor het brengen van de nazigroet en andere haatgerelateerde misdaad.[11]
- Trump stelt sancties in tegen het Internationaal Strafhof, wegens het arrestatiebevel tegen de Israëlische premier Netanyahu en de voormalige Israëlische minister van Defensie Yoav Gallant.[12]
- De Israëlische premier Netanyahu staat achter het plan van president Trump om Gaza in te nemen; het Israëlische leger heeft opdracht gekregen zich voor te bereiden op het vertrek van grote aantallen Palestijnen uit Gaza.[13]

- Volgens de Verenigde Naties zijn er bijna drieduizend doden gevallen in de stad Goma in Congo, bij het innemen van de stad door rebellen.[14]

### 7 februari
- Het ministerie van Justitie van de Verenigde Staten beval de kinderveiligheidsautoriteit, het National Center for Missing & Exploited Children (NCMEC), om te voldoen aan Trumps bevel over 'genderideologie'. NCMEC zei alle verwijzingen naar transgender mensen van zijn website te verwijderen.[15]

### 8 februari
- De Amerikaanse financiële toezichthouder, het Consumer Financial Protection Bureau (CFPB), wordt door de regering-Trump opgeheven.[16][17]
- Estland, Letland en Litouwen zijn losgekoppeld van het Russische stroomnet en aangesloten op het Europese elektriciteitsnet.[18]
- Rechter: Elon Musk krijgt geen toegang meer tot gegevens van het ministerie van Financiën.[19]

- Censurering van wetenschap in Amerika: de National Science Foundation heeft, aan de hand van verboden woorden, wetenschappelijke projecten opgespoord, die in strijd zijn met de decreten van president Trump.[20]

### 9 februari
- Voor het eerst wordt een vrouw regeringsleider van Liechtenstein.[21]
- Massagraf ontdekt bij onderzoek naar mensenhandel in Libië.[22]
- In New Orleans winnen de Philadelphia Eagles de 59e Super Bowl met 40-22 van de Kansas City Chiefs. Quarterback Jalen Hurts wordt uitgeroepen tot MVP. Kendrick Lamar en SZA treden op tijdens de halftime show.[23]

### 10 februari
- Het account van Ye is verwijderd van X wegens antisemitische uitspraken van Ye.[24]

### 12 februari
- De Europese Unie investeert tweehonderd miljard euro in kunstmatige intelligentie.[25]
- Ye ontslagen door agentschap, wegens antisemitische uitspraken; ook aangeklaagd wegens gender- en religiediscriminatie.[26]

### 13 februari
- In de Duitse stad München rijdt een automobilist op een demonstratie in. Daarbij raken ten minste 39 mensen gewond, van wie er twee overlijden.[27]
- Transgender, queer en intersex zijn verwijderd van de website van New Yorks nationaal monument Stonewall Uprising.[28]
- Het ministerie van Gezondheid van Louisiana stopt met massavaccinaties en verbiedt promotie van seizoensgebonden vaccinaties.[29]
- Aap krijgt de schuld van landelijke stroomstoring in Sri Lanka.[30]

### 15 februari
- Bij een mesaanval in Villach (Oostenrijk) worden zes mensen neergestoken, waarbij een jongen van 14 aan zijn verwondingen overlijdt. De dader komt uit Syrië. De aanslag is gelinkt aan Islamitische Staat.[31]

### 17 februari
- X blokkeert links naar Signal, een platform voor beveiligde berichtenuitwisseling, gebruikt door onder andere medewerkers van de federale overheid van de Verenigde Staten.[32]

### 23 februari
- Vele Canadezen ondertekenen een petitie om Elon Musk zijn Canadese nationaliteit te ontnemen.[33] Op 1 maart 2025 is de petitie al meer dan 348000 keer ondertekend.[34]
- De CDU/CSU wint de verkiezingen voor de Bondsdag en Friedrich Merz wordt de nieuwe bondskanselier. De AfD behaalt een goed resultaat en wordt de tweede partij van het land. De SPD van huidig bondskanselier Olaf Scholz eindigt op de derde plaats. De opkomst is de hoogste sinds de Duitse eenwording.[35]

### 25 februari
- Jeff Bezos, eigenaar van de krant The Washington Post, bepaalt dat opiniestukken alleen verdediging van "persoonlijke vrijheden en de vrije markt" mogen betreffen.[36]

### 26 februari
- Israël begraaft de door Hamas vermoorde gijzelaars Shiri, Ariel en Kfir Bibas. Honderdduizenden mensen staan langs de route van de rouwstoet. Wereldwijd worden gebouwen oranje verlicht (oranje, vanwege de haarkleur van de beide kinderen).

## Overleden
← · januari · februari · maart · april · mei · juni · juli · augustus · september · oktober · november · december ·  →